# Monica Musenero
Monica Musenero Masanza (Butebo, 1967) é uma médica veterinária, microbiologista, epidemiologista e pesquisadora ugandense. É ministra da Ciência, Tecnologia e Inovação do governo, consultora e conselheira do presidente de Uganda sobre epidemias e pandemias.
Teve papel central no controle da epidemia de Ebola em Uganda, na República Democrática do Congo e em Serra Leoa.

## Biografia
Monica nasceu na cidade de Butebo, no antigo distrito de Pallisa, em 1967. Estudou na Escola Secundária de Bubulo e se formou no ensino médio pela Nabumali High School, em 1987.
Ingressou na Faculdade de Medicina Veterinária da Universidade de Makerere, a maior e mais antiga de Uganda. Pela mesma instituição, defendeu mestrado em Saúde Pública. Em 1997, defendeu novo mestrado, pela Universidade Cornell, na área de microbiologia e imunologia.

## Carreira
Em 2008, Monica entrou para a African Field Epidemiology Network (AFENET) como consultora em epidemiologia, em Kampala. Em 2011, foi promovida a diretora regional de epidemiologia, ficando no cargo até 2013. Em 2014 foi consultora da Organização Mundial da Saúde durante a epidemia de Ebola em Serra Leoa. Tornou epidemiologista chefe e diretor assistente do Ministério da Saúde de Uganda, em 2015.
Durante a epidemia de Ebola em Serra Leoa, Libéria e Guiné, em 2014, Monica foi reconvocada pelo Ministério da Saúde para fornecer apoio técnico para o Oeste da África por sua experiência anterior com a doença. No começo de 2020, antes do primeiro caso registrado de COVID-19 em Uganda, ela foi indicada como conselheira sênior da presidência para a pandemia. 